# Sveriges Jernbanemuseum i Gävle
Sveriges Jernbanemuseum i Gävle (svensk: Sveriges Järnvägsmuseum Gävle) i Gävle i Gästrikland er et af Sveriges nationale museer for jernbanehistorie. Det er museets opgave at anskaffe, bevare og give viden om svensk jernbanehistorie på grundlag af den nationale samling. Museet er på den svenske finanslov og ejes af Trafikverket.
Det oprindelige museum åbnedes 1915 i Statens Järnvägars kontorbygninger ved Stockholms centralstation, men det var ikke før end i årene 1942–45, at udstillingslokalerne for lokomotiver og jernbanevogne blev færdiggjorte i Tomteboda, og museet flyttedes dertil. Modeludstillingen lukkedes i 1946, men genåbnedes i 1950'erne – senere flyttede den til et lokale på Stockholm centralstation. Lokalerne i Tomteboda var dog ikke optimale, og i 1970 flyttede museet til de nuværende lokaler i Uppsala-Gävlebanens gamle lokomotivremise i Gävle.

## Eksterne kildehenvisninger
- Wikimedia Commons har flere filer relateret til Sveriges Jernbanemuseum i Gävle
- Museets hjemmeside Arkiveret 17. marts 2011 hos  Wayback Machine (svensk)

60°39′42″N 17°10′22″Ø / 60.66167°N 17.17278°Ø